# Jork
Jork (en baix alemany Jörk) és un municipi independent del districte de Stade a Baixa Saxònia a Alemanya. El 31 de desembre de 2010 tenia 11.758 habitants. El municipi és el resultat de la fusió, l'1 de juliol de 1972 de Jork amb Borstel, Lühe, Ladekop, Estebrügge, Königreich, Hove, Leeswig i Moorende.
El primer esment escrit de Jork data del 1221. L'assentament s'ha desenvolupat a l'entorn del riu Zester també anomenat Jorker Hauptwettern que des del segle xii va ser canalitzat i transformat en wettern. A poc a poc va esdevenir el centre econòmic de la regió de fructicultura Olland. Després de la Guerra Austroprussiana de 1866 i l'annexió del Regne de Hannover per Prússia, va esdevenir la seu administrativa del districte del mateix nom, que comprenia també la ciutat de Buxtehude. El 1932, el districte va ser dividit en dues parts, la zona a l'oest de l'Este passa al districte de Stade, la zona a l'est a Harburg.
Sempre va ser un centre important per a la fructicultura, principalment pomes i peres. A l'entorn del port de Borstel havia una zona industrial amb drassanes fins al 1972. El port servia per al transport de fruita i maons via l'Elba cap a Hamburg.

## Llocs d'interès
- El museu Museum Altes Land (alemany)
- La reserva natural Borsteler Binnenelbe a Borstel
- L'església de Maties i l'orgue amb un matroneu i 3 registres d'Arp Schnitger conservats i restaurats el 1982[3]
- L'església de Nicolau
- L'antic Port de Borstel
- El casal Königsmarck a Borstel
- El molí de Borstel
- El sender al llarg del Zester
- El port esportiu a la boca del Neuenschleuser Wettern

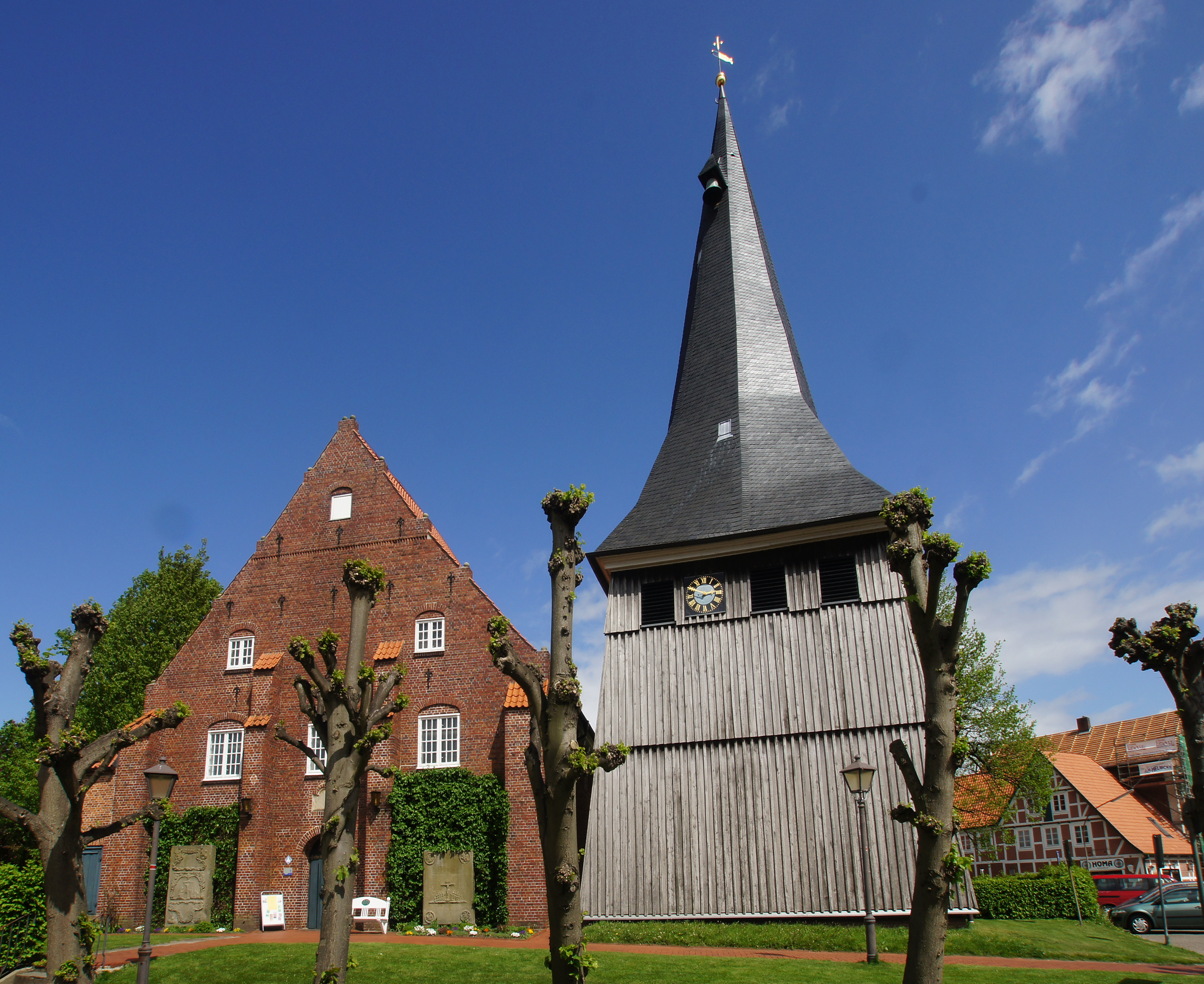
Església de Maties
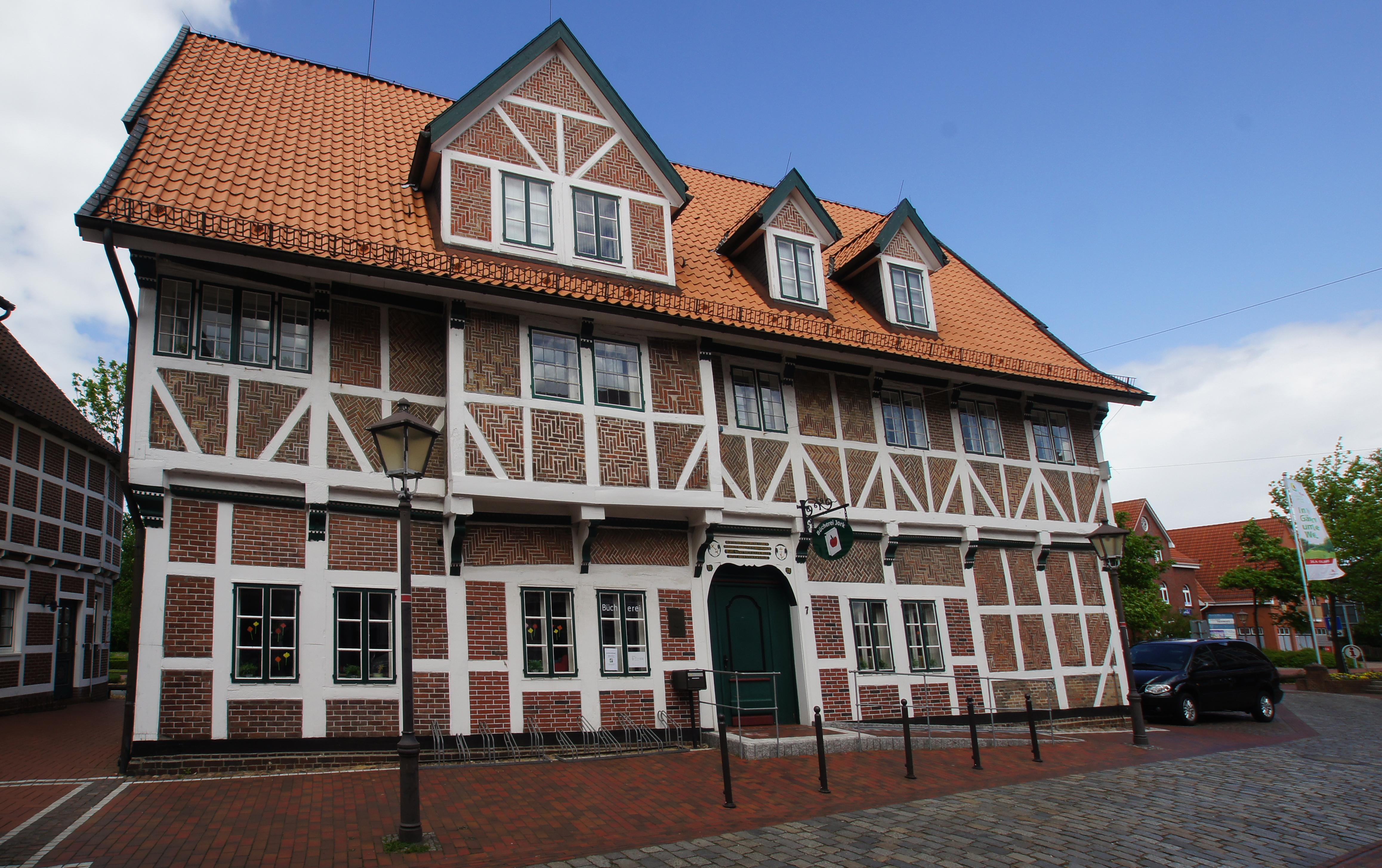
Biblioteca municipal
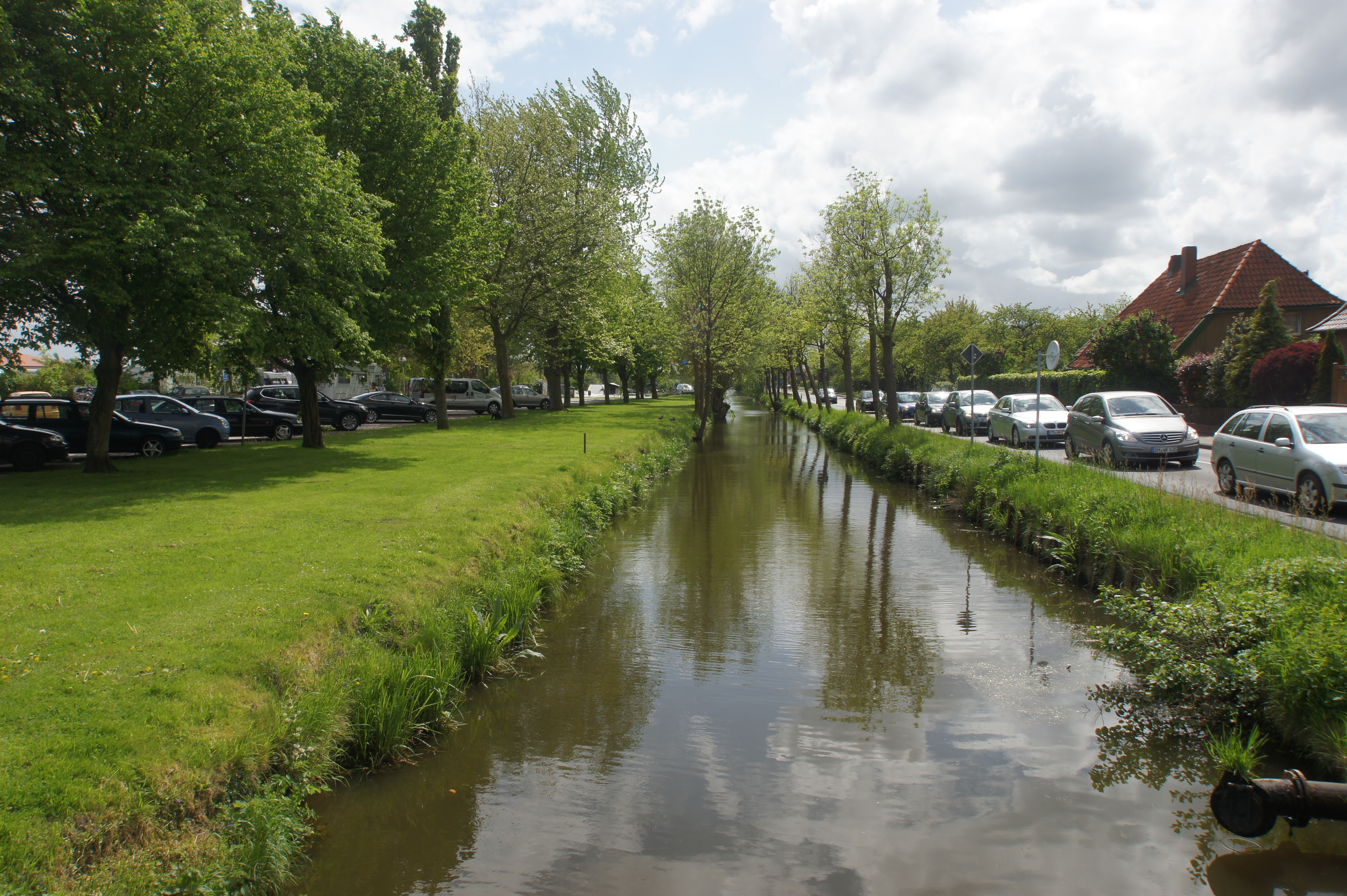
El Zester a Jorkerfelde
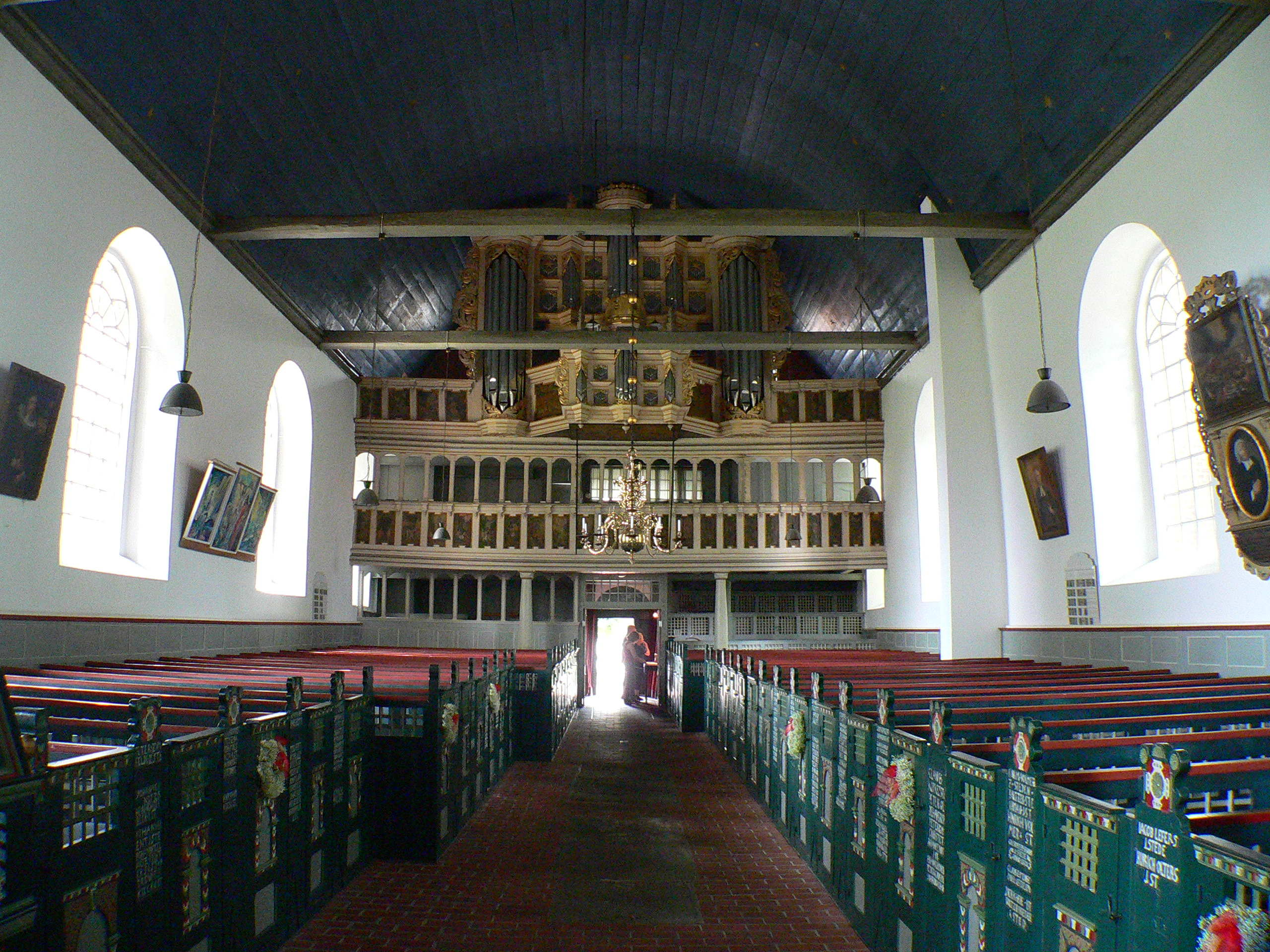
L'orgue (parcialment d'Arp Schnitger)
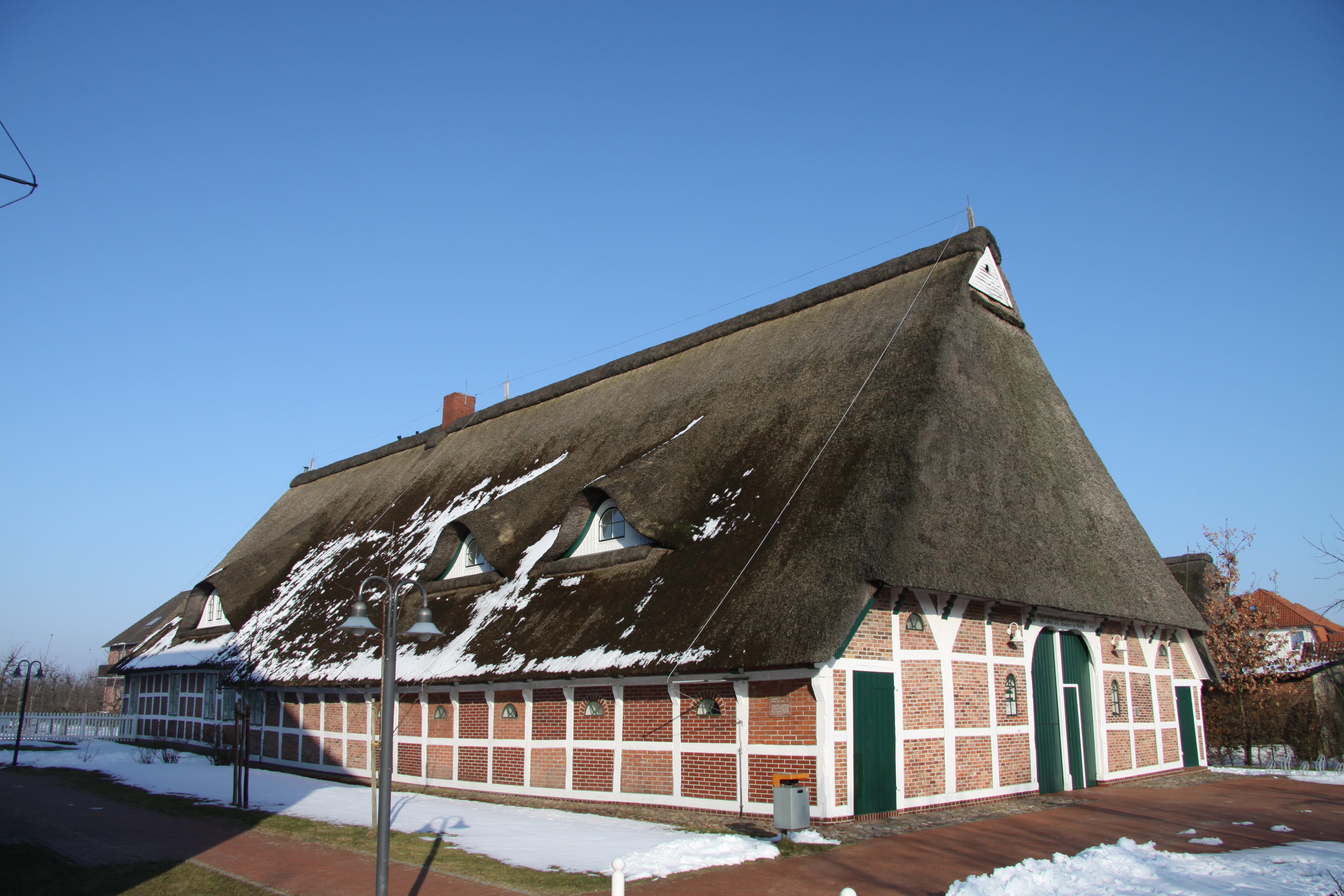
Museum Altes Land (Olland)
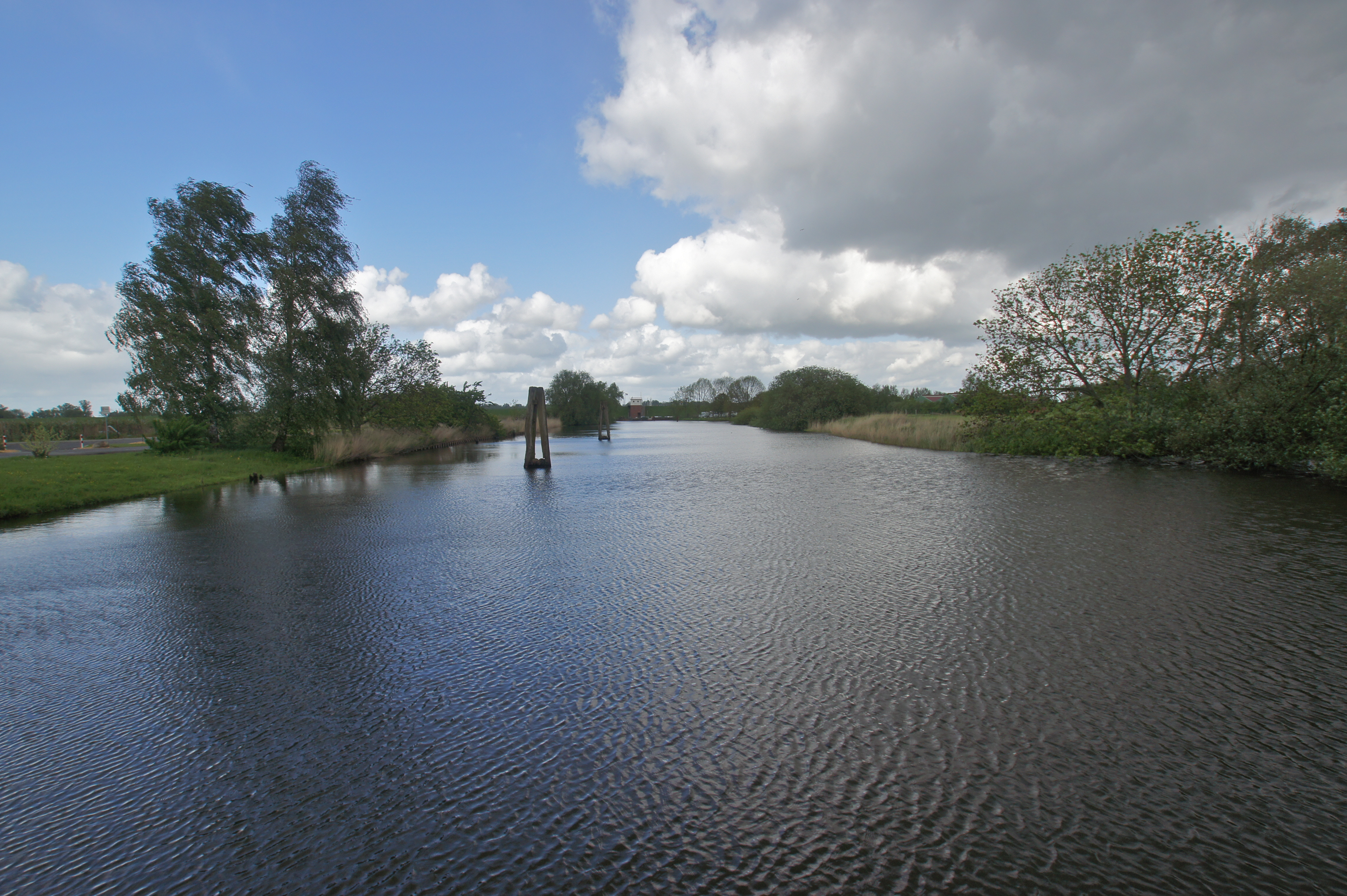
Antic port al Neuenschleuser Wettern
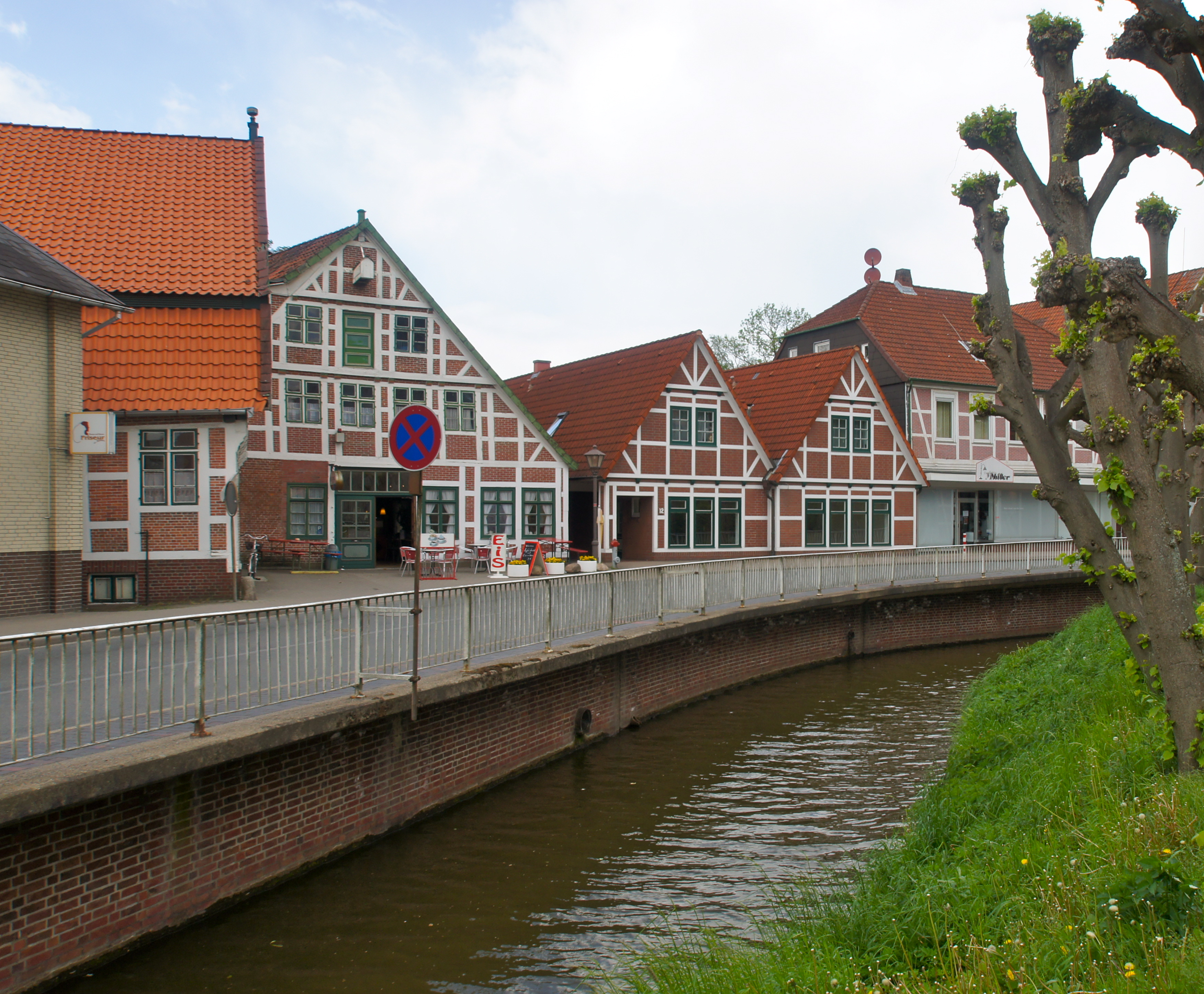
Cases d'entramat de fusta al Fleet

## Persones de Jork
- Gotthold Ephraim Lessing (1729-1781) escriptor, va casar-se a Jork amb Eva König el 1776
- Carsten Eggers (1957-…), pintor i escultor
- Claus Koepcke (1831–1911), enginyer originari de Borstel
- Peter Rehder (1843–1920), enginyer hidràulic
- Rudolf Welskopf, militant de l'SPD i després del KPD durant la República de Weimar, resistent contra el nazisme, (Borstel, 1902)-(Berlín Est, 1979).